# Ilmarinen

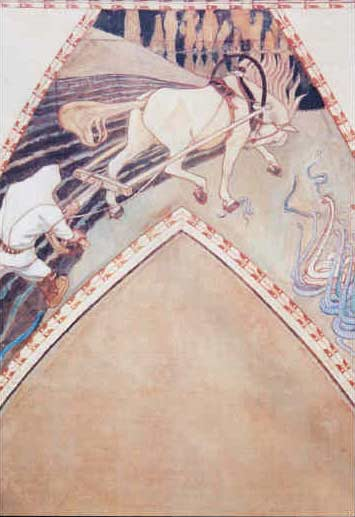
Ilmarinen plöjer.

Seppo Ilmarinen är en av huvudpersonerna i eposet Kalevala och Kalevalas mästersmed.
Ilmarinen föddes en natt av jungfrun Iro och redan tidigt samma morgon var han en fullärd smed. Enligt sagan smidde han himlavalvet, så skickligt att man inte ser spår vare sig av tång eller hammare. I Kalevala smider han mångahanda saker bland annat sampo och den gyllne kvinnan. Han försöker även smida en ny sol och en ny måne. Ursprungligen var han luftens gud (finska: "ilma", "luft"). Som sådan beskrivs han i Mikael Agricolas förteckning över de finska hedniska gudarna. Ilmarinen är ett av de allra äldsta finsk-ugriska gudanamnen.
Ilmarinen var Väinämöinens kamrat. Han är framgångsrik friare till Pohjolas sköna jungfru, fridsam, allvarlig och genomärlig, men också en smula enfaldig och lättledd.
Ilmarinen omnämns även i det finska metalbandet Korpiklaanis låt "Rauta/The Steel" där han smider det stål låten handlar om.